# Флаг Марьиной Рощи
Флаг муниципального округа Ма́рьина ро́ща в Северо-Восточном административном округе города Москвы Российской Федерации — опознавательно-правовой знак, служащий официальным символом муниципального образования.
Первоначально данный флаг был утверждён 15 декабря 2004 года как флаг муниципального образования Марьина Роща.
Законом города Москвы от 11 апреля 2012 года № 11, муниципальное образование Марьина Роща было преобразовано в муниципальный округ Марьина Роща.
Решением Совета депутатов муниципального округа Марьина Роща от 14 октября 2020 года данный флаг был утверждён официальным символом муниципального округа Марьина Роща.
Флаг внесён в Государственный геральдический регистр Российской Федерации с присвоением регистрационного номера 13306.

## Описание
Описание флага, утверждённое 15 декабря 2004 года, гласило:
«Флаг муниципального образования Марьина Роща представляет собой двустороннее, прямоугольное полотнище с соотношением сторон 2:3.
В жёлтом полотнище помещено изображение танцующей на зелёном холме девушки в красном платье, с красным платочком в правой руке и с цветочным венком на голове, над которой — две обращённые друг к другу ветви дерева натурального цвета с зелёными листьями.
Основание изображения зелёного холма совпадает с нижним краем полотнища. Высота изображения составляет 1/5 ширины полотнища.
Габаритные размеры изображения танцующей девушки составляют 3/8 длины и 3/4 ширины полотнища. Центр изображения равноудалён от боковых краёв полотнища и на 1/16 ширины полотнища смещен к нижнему краю полотнища от его центра.
Изображение ветвей дерева прилегает к верхнему краю полотнища. Габаритные размеры изображения составляют 1/2 длины и 7/60 ширины полотнища».
Описание флага, утверждённое 14 октября 2020 года, гласит:
«Флаг представляет собой прямоугольное жёлтое полотнище с отношением ширины к длине 2:3, воспроизводящее фигуры герба зелёным, жёлтым, телесным, красным, белым и чёрным цветом».
Геральдическое описание герба муниципального округа Марьина Роща:
«В золотом поле на зелёном холме танцующая девушка в серебряной рубахе и червлёном летнике с серебряной же планкой, с червлёным платком в правой руке, с цветочным венком и червлёным бантом на голове и чёрной косой. Во главе щита возникающие из верхнего края чёрные с зелёными листьями березовые ветви, уложенные в венок».

## Обоснование символики
Танцующая девушка под ветвями дерева образно указывает на название муниципального образования. В Москве с первой половины XIX века (после Отечественной войны 1812 года) и до начала XX века были очень популярны Марьинорощинские гуляния в Семик. Семик (седьмой четверг после Пасхи) отмечался в дореволюционной России как большой народный праздник, который включал в себя несколько обрядов, знаменующих прощание с весной и встречу лета, прославляющих зеленеющую землю.
Использованные цвета дополняют символику флага:
золото символизирует надежность, богатство, стабильность, устойчивость и процветание;
серебро — благородство, чистоту, надежду, правдивость и невинность;
красный цвет — красоту, достаток, любовь и великодушие;
чёрный — символ мудрости, осторожности;
зелёный цвет символизирует зелёные парковые зона на территории муниципального округа, символическое значение цвета — природа, рост, жизнь, надежда, изобилие.